# Linia kolejowa Werbka – Kamień Koszyrski
Linia kolejowa Werbka – Kamień Koszyrski – linia kolejowa na Ukrainie łącząca stacje Kowel i Werbka ze ślepą stacją Kamień Koszyrski. Znajduje się w obwodzie wołyńskim. Zarządzana jest przez Kolej Lwowską (oddział ukraińskich kolei państwowych).
Linia na całej długości jest jednotorowa i niezelektryfikowana.
Obecnie na linii nie jest prowadzony ruch pasażerski.

## Historia
Linia została zbudowana w latach 1915 - 1916 przez Armię Cesarstwa Niemieckiego.
W latach 1918–1945 linia leżała w Polsce, następnie w Związku Sowieckim (1945 - 1991) i od 1991 na Ukrainie.
Przed II wojną światową na stacji Kamień Koszyrski kończyła bieg linia wąskotorowa z Janowa Poleskiego (brak danych kiedy została ona zlikwidowana).